# Kiss Me Once Live at the SSE Hydro
Kiss Me Once Live at the SSE Hydro è il settimo album dal vivo della cantante australiana Kylie Minogue, legato alla sua tournée Kiss Me Once Tour, e rilasciato il 23 marzo 2015.
La copertina ufficiale del progetto illustra un'immagine leggermente in controluce della Mingoue mentre si esibisce con Les Sex, su un gigantesco divano a forma delle sue labbra.

## Descrizione
Lo spettacolo registrato è quello tenutosi all'SSE Hydro di Glasgow il 12 novembre 2014, come parte del Kiss Me Once Tour. Lo speciale è stato filmato in 4K e diretto da William Baker.
Il concerto è stato diffuso sia in formato video, distribuito in DVD, Blu-ray e download digitale su iTunes Store, che in formato audio, distribuito in doppio CD e in formato digitale e streaming. La versione video contiene l'intera registrazione dello show, meno per l'interludio Chasing Ghosts, mentre la versione audio non presenta l'esibizione di Tears on My Pillow e gli intermezzi Skirt e Chasing Ghosts.
A differenza dei precedenti cofanetti live dell'artista, questo non include alcun filmato di backstage della tournée. In aggiunta, il DVD/Blu-ray contiene, come contenuto extra, Sleepwalker, un cortometraggio proiettato prima dell'inizio di ogni spettacolo, oltre alle animazioni di sfondo per In My Arms, Skirt, Chasing Ghosts, Sexercize e Can't Get You Out of My Head.
La performance live di Timebomb è stata pubblicata in anteprima il 4 marzo 2015, sul canale YouTube della cantante, in vista dell'imminente uscita dell'intero progetto.

## Tracce

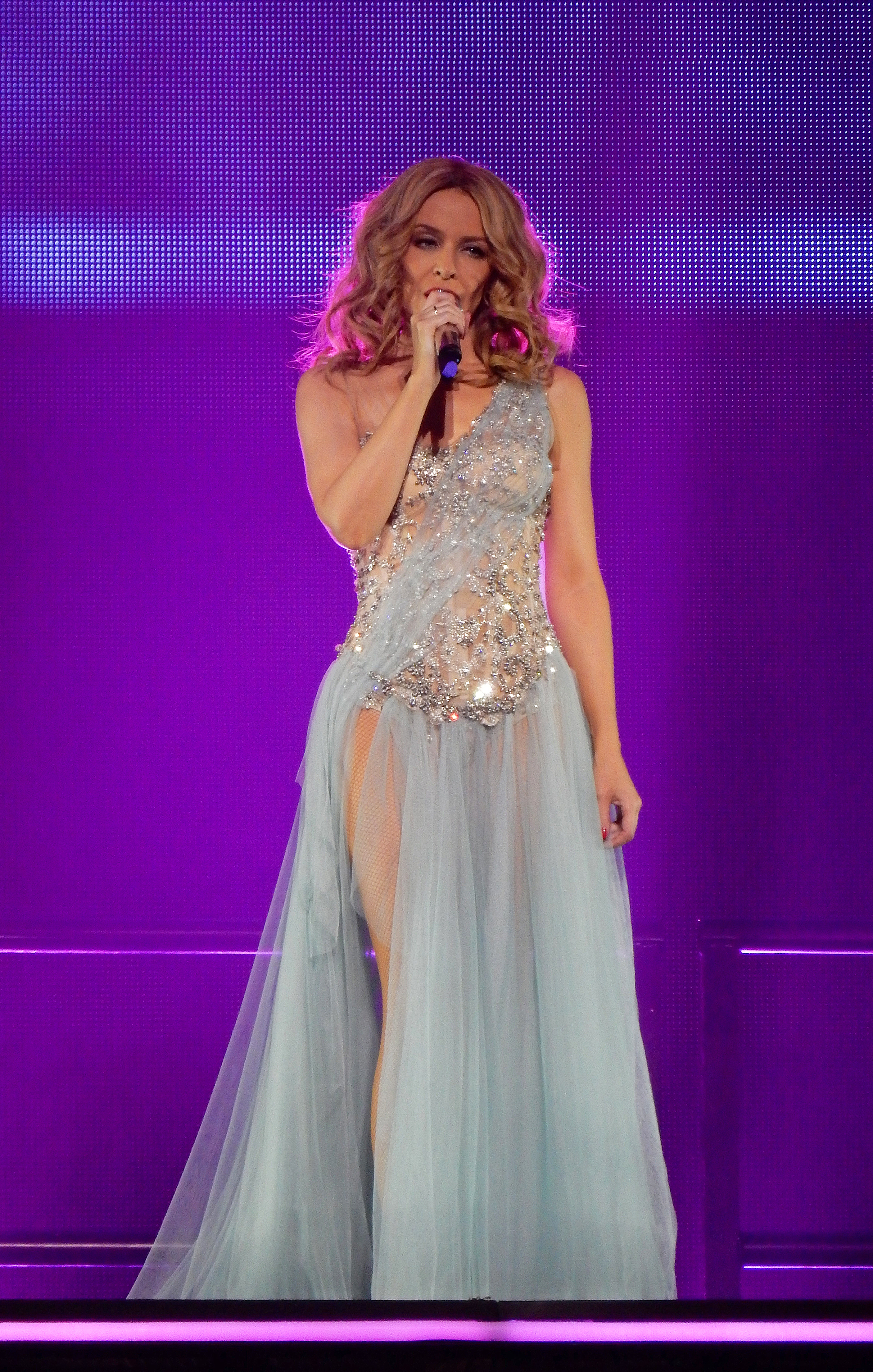
Kylie durante Beautiful

### Versione DVD/Blu-Ray
1. Breathe (Intro) – 2:38
2. Les Sex – 4:39
3. In My Arms – 4:39
4. Timebomb – 3:56
5. Wow – 4:01
6. Step Back in Time – 6:49
7. Spinning Around – 3:15
8. Your Disco Needs You – 5:35
9. On a Night like This – 3:40
10. Slow – 3:38
11. Enjoy Yourself (Intro) – 5:14
12. Hand on Your Heart – 4:54
13. Never Too Late – 6:01
14. Got to Be Certain – 2:38
15. I Should Be So Lucky – 3:35
16. Skirt (Intro) – 4:41
17. Need You Tonight – 3:43
18. Sexercize – 5:09
19. Can't Get You Out of My Head – 4:37
20. Kids – 4:14
21. Beautiful – 3:17
22. Kiss Me Once – 7:18
23. Get Outta My Way – 3:20
24. Love at First Sight – 4:03
25. Tears on My Pillow – 1:52
26. The Loco-Motion – 4:14
27. All the Lovers – 4:14
28. Into the Blue – 5:30
29. Credits – 5:30
30. Sleepwalker (Kylie + Garibay)
31. Chasing Ghosts (Screen visual)
32. Sexercize (Screen visual)
33. Skirt (Screen visual)
34. Can't Get You Out of My Head (Screen visual)
35. In My Arms (Screen visual)

### Versione audio

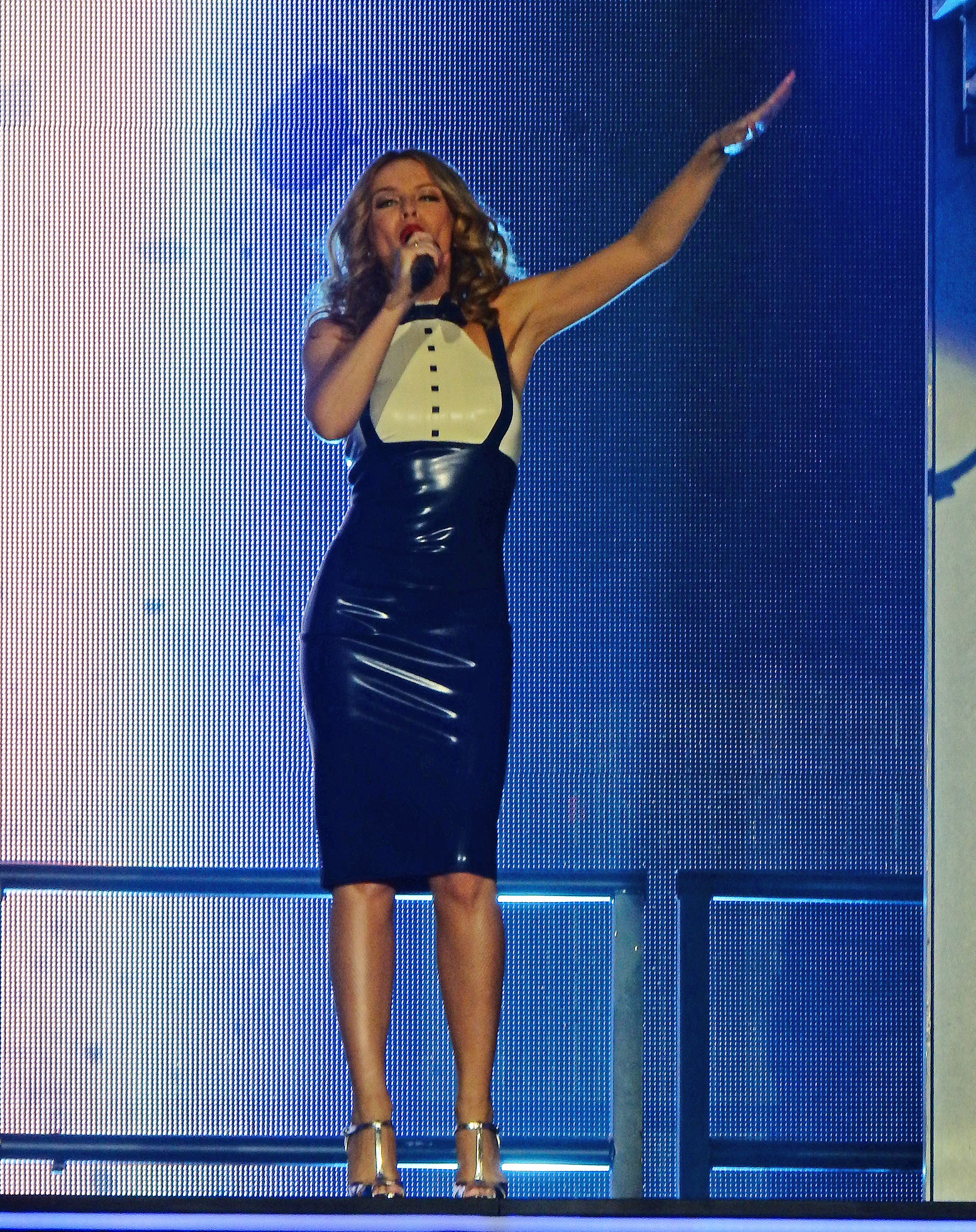
Kylie durante Into the Blue

#### Disco 1
1. Breathe (Intro) – 3:02
2. Les Sex – 2:19
3. In My Arms – 3:35
4. Timebomb – 4:08
5. Wow – 3:13
6. Step Back in Time – 4:46
7. Spinning Around – 3:23
8. Your Disco Needs You – 4:52
9. On a Night Like This – 3:33
10. Slow – 4:10
11. Enjoy Yourself (Intro) – 0:54
12. Hand on Your Heart – 2:42
13. Never Too Late – 1:51
14. Got to Be Certain – 1:52
15. I Should Be So Lucky – 2:50

#### Disco 2
1. Need You Tonight – 4:06
2. Sexercize – 3:46
3. Nu-di-ty (Segue) – 0:55
4. Can't Get You Out of My Head – 6:05
5. Kids – 4:57
6. Beautiful – 5:32
7. Kiss Me Once – 3:54
8. Get Outta My Way – 6:25
9. Love at First Sight – 4:54
10. The Loco-Motion – 4:17
11. All the Lovers – 4:01
12. Into the Blue – 6:34